# Heliobacillus
Heliobacillus è un genere di batterio appartenente alla famiglia delle Heliobacteriaceae.